# گویل‌لی
گویل‌لی (به لاتین: Göyəlli) یک منطقه مسکونی در جمهوری آذربایجان است که در شهرستان گدابیگ واقع شده است. گویل‌لی ۱۳۹۳ نفر جمعیت دارد.